# 천광청

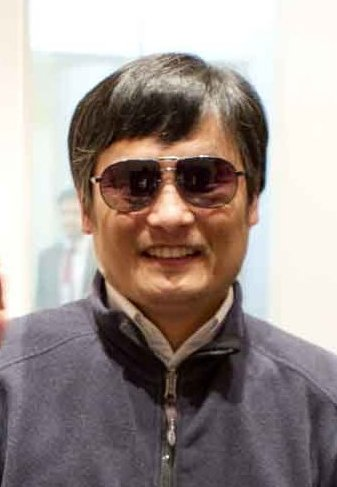
천광청

천광청(진광성, 陳光誠, 1971년 11월 12일 ~ )은 중국의 시각장애인 인권운동가이자 변호사이다.